# Vitalij Nosov
Vitalij Evgen'evič Nosov (in russo Виталий Евгеньевич Носов?; Mosca, 1º febbraio 1968) è un ex cestista e allenatore di pallacanestro russo.

## Carriera
Con la Squadra Unificata ha disputato i Giochi olimpici di Barcellona 1992, con la Russia due edizioni dei Campionati mondiali (1994, 1998) e quattro dei Campionati europei (1993, 1995, 1997, 1999).

## Palmarès

### Giocatore
- Campionato russo: 1

CSKA Mosca: 1998-99
- Coppa di Slovenia: 1

Union Olimpija: 1994, 1995
- Coppa d'Europa: 1

Union Olimpija: 1993-94